# 趙昱 (後漢)
趙 昱（ちょう いく ? - 193年）は、中国後漢末期の名士、政治家。字は元達。徐州琅邪郡（現在の山東省東南部と江蘇省東北部）の人。『後漢書』及び『三国志』魏志の陶謙伝、同王朗伝、臧洪伝、呉志張昭伝、張紘伝に事跡が散見される。

## 生涯
趙昱は13歳のころ、母が病床に伏せると、度を越した献身的なふるまいであったため、郷里の人々はその孝行ぶりを称え、評判となった。
在野の学者である東莞郡の綦毋君に春秋公羊伝を学び、その他、広く学問を修めた。何年ものあいだ大志を秘めて田畑を顧みることなく、親友でさえ滅多に顔を合わせることができなかった。ときどき父母の部屋に入って朝晩の挨拶をしたが、すぐに帰っていった。高潔にして廉直、礼儀を弁えた態度であり、清明にして謙虚、その大志に干渉できる者はなく、善行を表彰称え、周囲を教化し、悪行を糾弾して風俗を正した。
趙昱は彭城郡の張昭、東海郡の王朗とともに名を知られ、互いに友誼を結んだ。身を清めて悪を憎み、人となりは耳に邪悪を聞かず、目に虚妄を見ないという様子であった。州郡からたびたび仕官の招きをうけたが、つねづね病気だと言って応じなかった。琅邪相の檀謨・陳遵らが召しだしても応じず、なかには激怒する者もあったが、決して意志を枉げることはなかった。
太常の种払が方正に推挙し、続いて孝廉に推挙され、三署（五官署、左署、右署）の郎となった。郎から選抜され、趙昱が莒、劉繇が下邑、王朗が甾丘、臧洪が即丘の県長となった。県長となってからは五教による教化を宣言し、統治ぶりは国の模範であった。
黄巾党が反乱を起こして徐州の五つの郡で跳梁跋扈すると、趙昱は他の郡県に先んじて兵士を動員した。徐州刺史巴祗が勲功第一として上表し、栄転と恩賞を授かる運びとなったが、趙昱はこれを深く恥じて、官職を捨てて郷里に帰った。
徐州牧陶謙がはじめ別駕従事に召しだしたとき、趙昱は病気を口実に辞退した。陶謙は揚州従事である会稽郡の呉範に命じ、改めて意思を伝えさせたが、趙昱が意志を守って心変わりしないで、刑罰でもって脅そうとした。趙昱はようやく起ちあがり、茂才に推挙された。しかしながら、趙昱は忠実正直であったため、陶謙に疎まれることになった。
陶謙は張昭を茂才に推挙したが、張昭が応じなかったため、陶謙は自分が軽んじられていると思い、張昭を拘禁した。趙昱が命を投げだして救出に奔走したおかげで張昭が助かることができた。
趙昱は治中従事の王朗とともに陶謙に「いま天子は西京におわしますので、使者を遣して王命を奉るべきかと存じます」と説得し、陶謙はそこで趙昱を使者として長安へ手紙を伝えさせた。天子はその気持ちを評価し、陶謙を安東将軍、趙昱を広陵太守、王朗を会稽太守とした
曹操が陶謙を攻撃したとき、徐州は騒然となり、下邳相である笮融は男女一万人・馬三千匹を連れて広陵に逃れてきた。趙昱は賓客の礼でもって待遇したが、笮融は広陵の軍勢を併呑しようとたくらみ、酒宴が酣になったとき趙昱を殺害、兵士どもを放って略奪を働かせた。
趙昱によって孝廉に推挙されていた張紘は、激しく怒り悲しんだが、仇討ちをする実力がなかった。後年、会稽東部都尉になったとき、主簿を琅邪へ遣して祭壇を設け、親戚中から跡継ぎを探しださせた。また琅邪相の臧覇に依頼の手紙を送ると、臧覇は趙氏の5歳の子に趙昱の祭祀を行わせた。

## 評価
陳登は陳紀、華歆、孔融、劉備と共に尊敬する人物として名前を挙げ、清廉で見識と義を兼ね備えた人物と評している。